# Kindle Fire HDX
Kindle Fire HDX（キンドルファイアエッチディーエックス）およびFire HDX（ファイアエッチディーエックス）はAmazon.comが販売していたタブレット端末である。7インチと8.9インチの2種類が存在する。米国ではWi-Fi+LTE版も販売されていたが、日本ではWi-Fiモデルのみ販売された。

## デザイン

### ハードウェア
7インチと8.9インチはともにクアルコムのSnapdragon 800プロセッサーを搭載している。どちらのモデルも前面に720P HDビデオ撮影ができる1.2メガピクセルのカメラを有している。8.9インチモデルは背面に1080p撮影が可能な8メガピクセルカメラを搭載している。外形はプラスチックの角で盛り上がり角ばっており、電源と音量ボタンは後部に位置している。搭載されている2つのスピーカーはドルビーデジタルプラスに対応している。通常使用で満充電から12時間はバッテリーが持つとされている。
Kindle Fire HDX 8.9の後継であるFire HDX 8.9はクアルコムのSnapdragon 805プロセッサーを搭載している。サウンド機能はドルビーアトモスに対応し、Wi-FiはIEEE 802.11acに対応した結果、僅かながら旧モデルより重くなっている。

### ソフトウェア
Kindle Fire HDXの両モデル共にAndroid 4.2.2のフォークであるFire OS 3を使用する。ボタンを押せばいつでも無料の技術サポートが受けられるMayday機能（日本ではFire HDX 8.9のみMayday対応）がある他、クラウドを利用し高速化したブラウザー「Silk」、ゲームやアプリ、アマゾンが提供するメディアコンテンツを購入するためのアマゾンアプリストアがある。Fire HDX 8.9はFire OS 4「Sangria」を使用しており、Fire OS 4はUIの改善や複数アカウント用のプロフィール（環境設定やアカウントごとの設定を含む）が特徴。

#### Mayday
PC雑誌のサッシャ・セガンは「Maydayボタンを押せば15秒以内にアマゾンのオペレーターが画面のビデオチャットウィンドウに現れKindle Fireに関する質問に答えてくれる。彼/彼女は何のアプリをダウンロードすればいいのかさえも教えてくれる」と言及した。彼のKindle Fire HDX 7についてレビューではMaydayの遠隔ビデオサポート機能を「革命的」でアマゾンの最もわくわくする機能と呼んだ。

#### Fire OSのUI
Fire HDXのUIは最近使用したアプリやダウンロードコンテンツがスライダーに表示される。また、下にスワイプするとインストール済みのアプリが一覧で表示される。文書やビデオ、音楽、本も同様である。
| 世代 (Fireタブレットも含む) | 世代 (Fireタブレットも含む) | 第3世代 (2013)                                  | 第3世代 (2013)                                         | 第4世代 (2014)                                         |
| モデル                      | モデル                      | Kindle Fire HDX 7                               | Kindle Fire HDX 8.9                                    | Fire HDX 8.9                                           |
| --------------------------- | --------------------------- | ----------------------------------------------- | ------------------------------------------------------ | ------------------------------------------------------ |
| 発売日                      | Wi-Fi                       | 2013年10月18日                                  | 2013年11月7日                                          | 2014年10月21日                                         |
| 発売日                      | +Cellular                   | 2013年11月14日                                  | 2013年12月10日                                         | 2014年12月                                             |
| 状況                        | 状況                        | 生産終了                                        | 生産終了                                               | 生産終了                                               |
| OS                          | OS                          | Fire OS 4                                       | Fire OS 4                                              | Fire OS 5                                              |
| System Version              | System Version              | 4.5.5.2                                         | 4.5.5.2                                                | 5.4.0.1                                                |
| 画面                        | サイズ （対角線）           | 7 in (18 cm)                                    | 8.9 in (23 cm)                                         | 8.9 in (23 cm)                                         |
| 画面                        | 解像度                      | 1920 × 1200                                     | 2560 × 1600                                            | 2560 × 1600                                            |
| 画面                        | 密度                        | 323 ppi                                         | 339 ppi                                                | 339 ppi                                                |
| CPU                         | メーカー                    | クアルコム                                      | クアルコム                                             | クアルコム                                             |
| CPU                         | 種類                        | クアッドコア Snapdragon                         | クアッドコア Snapdragon                                | クアッドコア Snapdragon                                |
| CPU                         | モデル                      | APQ8074                                         | APQ8074                                                | APQ8084                                                |
| CPU                         | コア数                      | 4x Krait 400 @ 2.2 GHz                          | 4x Krait 400 @ 2.2 GHz                                 | 4x Krait 450 @ 2.5 GHz                                 |
| CPU                         | Width                       | 32ビット                                        | 32ビット                                               | 32ビット                                               |
| GPU                         | 設計者                      | クアルコム                                      | クアルコム                                             | クアルコム                                             |
| GPU                         | 種類                        | Adreno                                          | Adreno                                                 | Adreno                                                 |
| GPU                         | モデル                      | 330                                             | 330                                                    | 420                                                    |
| GPU                         | クロック                    | 450 MHz                                         | 450 MHz                                                | 600 MHz                                                |
| RAM                         | RAM                         | 2 GiB                                           | 2 GiB                                                  | 2 GiB                                                  |
| ストレージ                  | 内蔵ストレージ              | 16 GB, 32 GB, 64 GB                             | 16 GB, 32 GB, 64 GB                                    | 16 GB, 32 GB, 64 GB                                    |
| ストレージ                  | 外部ストレージ              | N/A                                             | N/A                                                    | N/A                                                    |
| カメラ                      | 背面                        | N/A                                             | 800万画素                                              | 800万画素                                              |
| カメラ                      | 前面                        | 120万画素 HD 720p 静止画とビデオ動画            | 120万画素 HD 720p 静止画とビデオ動画                   | 120万画素 HD 720p 静止画とビデオ動画                   |
| マイクロフォン              | マイクロフォン              | あり                                            | あり                                                   | あり                                                   |
| Bluetooth                   | Bluetooth                   | BT 4.0 + EDR (HID and A2DP profiles only)       | BT 4.0 + EDR (HID and A2DP profiles only)              | BT 4.0 + EDR (HID and A2DP profiles only)              |
| 無線                        | Wi-Fi                       | デュアルバンド 802.11 a/b/g/n                   | デュアルバンド 802.11 a/b/g/n                          | デュアルバンド 802.11 a/b/g/n/ac MIMO + HT80           |
| 無線                        | +Cellular                   | 4G LTE 追加                                     | 4G LTE 追加                                            | 4G LTE 追加                                            |
| 位置情報                    | Wi-Fi                       | Wi-Fi に基づく                                  | Wi-Fi に基づく                                         | Wi-Fi に基づく                                         |
| 位置情報                    | +Cellular                   | GPSとaGPS追加                                   | GPSとaGPS追加                                          | GPSとaGPS追加                                          |
| 近接センサー                | Wi-Fi                       | N/A                                             | N/A                                                    | N/A                                                    |
| 近接センサー                | +Cellular                   | あり                                            | あり                                                   | N/A                                                    |
| コンパス                    | Wi-Fi                       | N/A                                             | N/A                                                    | N/A                                                    |
| コンパス                    | +Cellular                   | あり                                            | あり                                                   | あり                                                   |
| 光センサー                  |                             | あり                                            | あり                                                   | あり                                                   |
| 加速度メーター              |                             | あり                                            | あり                                                   | あり                                                   |
| ジャイロスコープ            |                             | あり                                            | あり                                                   | あり                                                   |
| 気圧計                      | 気圧計                      | N/A                                             | N/A                                                    | N/A                                                    |
| 重量                        | Wi-Fi                       | 303 g (10.7 oz)                                 | 374 g (13.2 oz)                                        | 375 g (13.2 oz)                                        |
| 重量                        | +Cellular                   | 311 g (11.0 oz)                                 | 384 g (13.5 oz)                                        | 389 g (13.7 oz)                                        |
| 面積                        | 面積                        | 186mmx128mmx9.0mm (7.32 in × 5.04 in × 0.35 in) | 231 mm × 158 mm × 7.8 mm (9.09 in × 6.22 in × 0.31 in) | 231 mm × 158 mm × 7.8 mm (9.09 in × 6.22 in × 0.31 in) |
| バッテリー                  | バッテリー                  | 4500 mAh                                        | 不明                                                   | 不明                                                   |